# New Orleans Saints
New Orleans Saints er et professionelt amerikansk fodboldhold, der har base i New Orleans, Louisiana. New Orleans Saints spiller i divisionen NFC South, som også tæller holdene Carolina Panthers, Atlanta Falcons og Tampa Bay Buccaneers.
Holdets hjemmebane er Louisiana Superdome, der under Orkanen Katrina blev brugt til at huse mange tusinde af byens borgere der var ramt af oversvømmelserne, og blev genindviet 26. september 2006 i en kamp mod Atlanta Falcons, nu med plads til 68.390 tilskuere.
Holdet, der er grundlagt i 1967, har haft en problemfyldt historie. Der skulle gå mere end ti år fra opstarten før det lykkedes holdet at lave en sæson med lige så mange sejre som nederlag, og over 20 år før de fik en sæson hvor de vandt flere kampe end de tabte. De mest succesrige sæsoner havde Saints fra 1987-1992, hvor de kom i slutspillet fire gange. Holdet fik lidt af en renæssance i perioden 2006-2013 under ledelse af quarterback Drew Brees. I denne periode nåede Saints slutspillet fem gange og vandt Super Bowl XLIV over Indianapolis Colts. Brees har sat flere rekorder i sin tid som Saints-quarterback - blandt andet for flest kampe i træk med touchdowns (54).
New Orleans Saints trænes af Sean Payton og ejes af Tom Benson.

## Nuværende startere
(pr. 21/06-2020)
Offense:
| Position      | Navn           |
| ------------- | -------------- |
| Quarterback   | Drew Brees     |
| Running back  | Alvin Kamara   |
| Halfback      | Pierre Thomas  |
| Fullback      | Jed Collins    |
| Wide receiver | Ted Ginn Jr.   |
| Wide receiver | Trequan Smith  |
| Wide receiver | Michael Thomas |
| Tight end     | Jared Cook     |
| Left tackle   | Jermon Bushrod |
| Left guard    | Carl Nicks     |
| Center        | Max Ugner      |
| Right guard   | Jahri Evans    |
| Left tackle   | Zach Strief    |